# Campeonato Europeu de Patinação Artística no Gelo de 1913
O Campeonato Europeu de Patinação Artística no Gelo de 1913 foi a décima nona edição do Campeonato Europeu de Patinação Artística no Gelo, um evento anual de patinação artística no gelo organizado pela União Internacional de Patinação (em inglês:  International Skating Union) onde os patinadores artísticos competem pelo título de campeão europeu. A competição foi disputada entre os dias 1 de fevereiro e 2 de fevereiro, na cidade de Kristiania, Noruega.

## Eventos
- Individual masculino

## Medalhistas
| Evento                        | Ouro                    | Prata                  | Bronze                |
| Individual masculino detalhes | Ulrich Salchow · Suécia | Andor Szende · Hungria | Willy Böckl · Áustria |

## Resultados

### Individual masculino
| Pos.              | Nome              | Nacionalidade |
| ----------------- | ----------------- | ------------- |
| Medalha de ouro   | Ulrich Salchow    | Suécia        |
| Medalha de prata  | Andor Szende      | Hungria       |
| Medalha de bronze | Willy Böckl       | Áustria       |
| 4                 | Harald Rooth      | Suécia        |
| 5                 | Richard Johansson | Suécia        |
| 6                 | Martin Stixrud    | Noruega       |
| 7                 | Alexander Krogh   | Noruega       |

## Quadro de medalhas
| Ordem | País    | Medalha de ouro | Medalha de prata | Medalha de bronze |   | Ordem por total |
| ----- | ------- | --------------- | ---------------- | ----------------- | - | --------------- |
| 1     | Suécia  | 1               |                  |                   | 1 | 1               |
| 2     | Hungria |                 | 1                |                   | 1 | 1               |
| 3     | Áustria |                 |                  | 1                 | 1 | 1               |
| TOTAL | TOTAL   | 1               | 1                | 1                 | 3 | —               |